# Anhanguera
Anhanguera – pterozaur z wczesnej kredy z Brazylii; blisko spokrewniony z ornitocheirem. 

## Opis
Rozpiętość skrzydeł anhanguery wynosiła około 4 m. Nazwa tego brazylijskiego pterozaura to w miejscowym narzeczu imię starego diabła. Jest to jeden z najlepiej poznanych pterozaurów ze schyłku wczesnej kredy. Miał wąską czaszkę półmetrowej długości. Krótkie, spiczaste zęby rozmieszczone były wzdłuż prawie całego dzioba, najdłuższe z przodu. Bardzo giętka szyja pozwalała anhanguerze chwytać pożywienie przy powierzchni wody. Anhanguera, jak wiele kredowych pterozaurów, miała kostny grzebień, w jej przypadku zaokrąglony jak kawałek talerza sterczącego z górnej i dolnej szczęki z przodu pyska. Pośród skamieniałości rozpoznano dwa rozmiary grzebieni. Mogły należeć do różnych gatunków z rodzaju Anhanguera albo do samców i samic jednego gatunku. W takim przypadku grzebienie ułatwiały wybór partnera podczas pory godowej.
Anhanguera była prawdopodobnie rybożerna.